# Saint-Sulpice (Maine-et-Loire)
Saint-Sulpice é uma ex-comuna francesa na região administrativa da Pays de la Loire, no departamento de Maine-et-Loire. Estendeu-se por uma área de 2,9 km². Em 2010 a comuna tinha 179 habitantes (densidade: 61,7 hab./km²).
Em 1 de janeiro de 2016 foi fundida com a comuna de Blaison-Gohier para a criação da nova comuna de Blaison-Saint-Sulpice.